# Eustrotia glaucosticta
Eustrotia glaucosticta är en fjärilsart som beskrevs av William Schaus 1916. Eustrotia glaucosticta ingår i släktet Eustrotia och familjen nattflyn. Inga underarter finns listade i Catalogue of Life.